# Muzeum Folkwang
Muzeum Folkwang – muzeum sztuki nowoczesnej w Essen.
Nazwa muzeum pochodzi od Folkvangar (Pałac ludu) z nordyckiego eposu Edda i oznaczającego pałac bogini Frei. 
Muzeum zostało założone w roku 1902 przez Karla Ernsta Osthausa (1874–1921) w westfalskim mieście przemysłowym Hagen. Muzeum Folkwang stało się wkrótce przodującym muzeum sztuki współczesnej w Niemczech. Po śmierci fundatora muzeum przeszło na własność miasta Essen i zostało połączone z istniejącym od roku 1906 miejskim muzeum sztuki.
W latach dwudziestych i na początku lat trzydziestych zbiory muzeum wzbogacały się drogą zakupów dzieł sztuki współczesnej. Po dojściu do władzy Hitlera muzeum stało się celem ataków ze względu na fakt, że zbiory dzieł sztuki od impresjonizmu do współczesności nie odpowiadały oficjalnie popieranej „sztuce narodowej”. W roku 1937 w akcji konfiskaty „sztuki zdegenerowanej” muzeum straciło najpierw 59 obrazów, w dalszym ciągu akcji skonfiskowano praktycznie wszystkie wartościowe obrazy sztuki XX wieku. Ówczesny dyrektor muzeum, Klaus Graf Baudissin, był aktywnym członkiem NSDAP i popierał rabunek zbiorów zarządzanego przez siebie muzeum.
Po zniszczeniach wojennych muzeum udostępniono zwiedzającym w roku 1960. Udało się odkupić część dzieł sprzedanych przez władze hitlerowskie za granicę. Konserwatorzy uratowali wiele dzieł uszkodzonych wskutek niewłaściwego przechowywania. 
W roku 2006 zapadła decyzja o budowie kosztem 55 milionów euro nowego budynku muzeum według projektu brytyjskiego architekta Davida Chipperfielda. Otwarcie nowego budynku odbyło się 28 stycznia 2010. W nowym gmachu przewidziano m.in. pomieszczenia dla niemieckiego muzeum plakatu.

## Galeria (wybór)

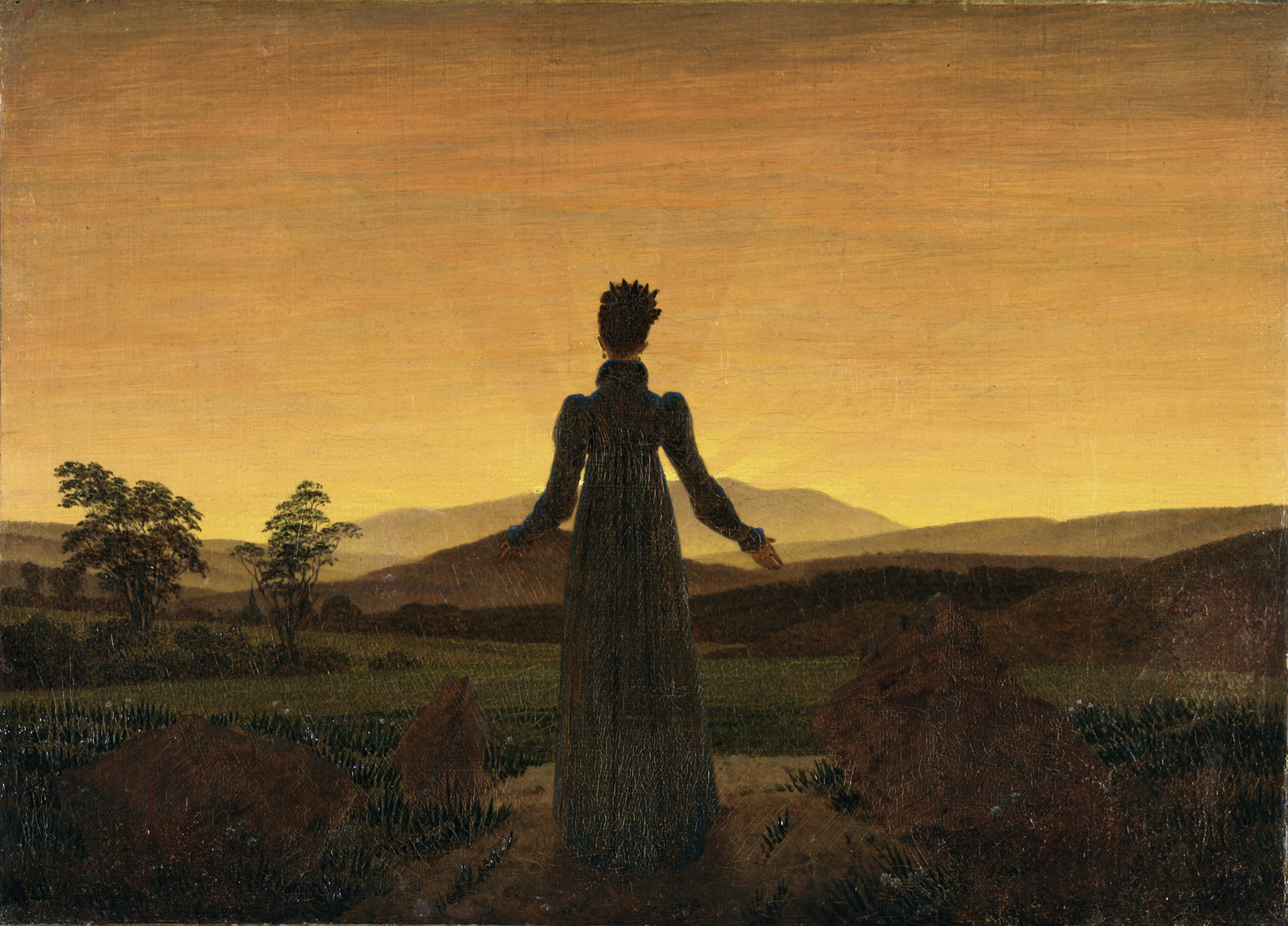
Caspar David Friedrich: Kobieta na tle zachodzącego słońca
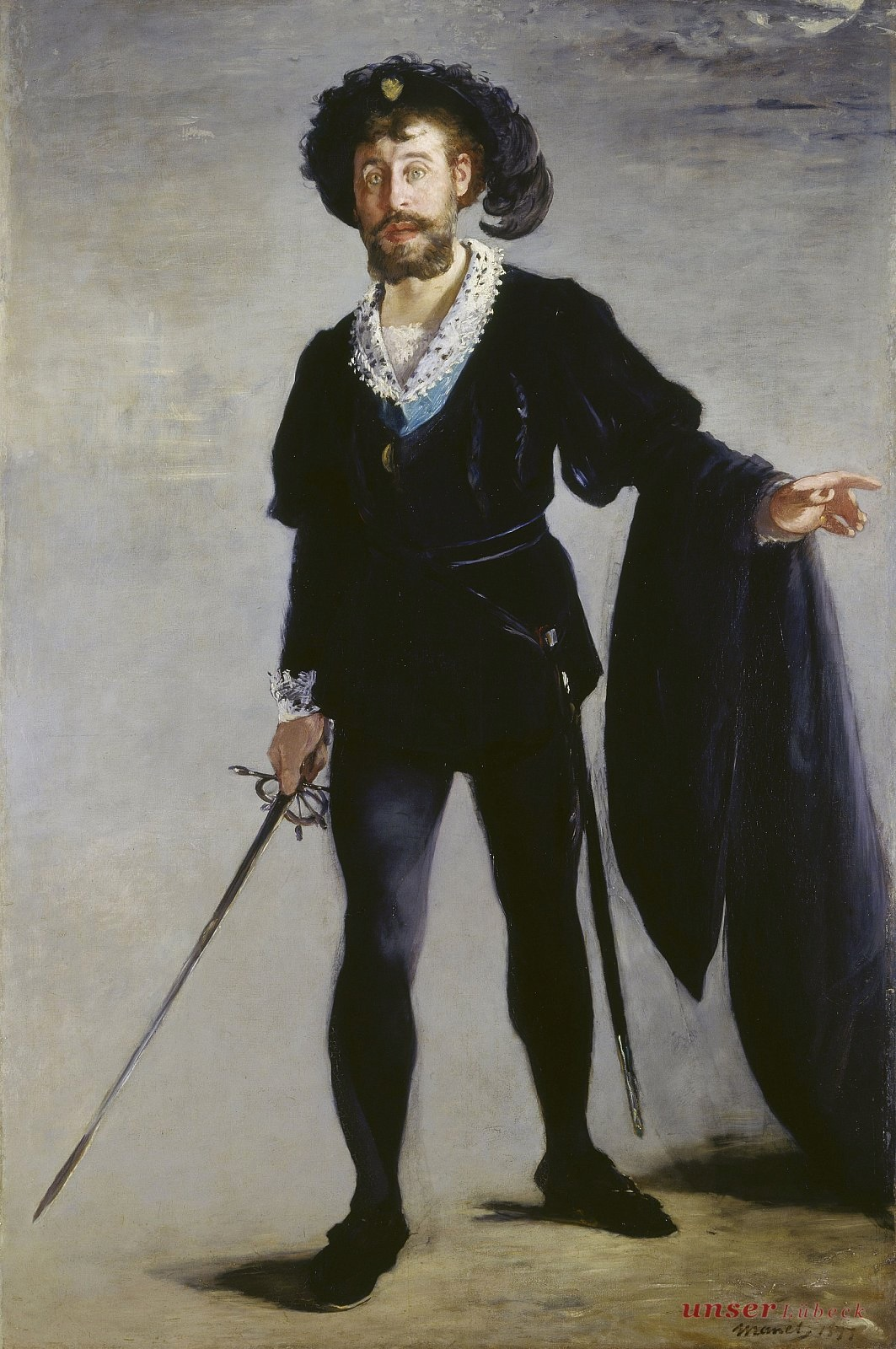
Edouard Manet: Faure jako Hamlet
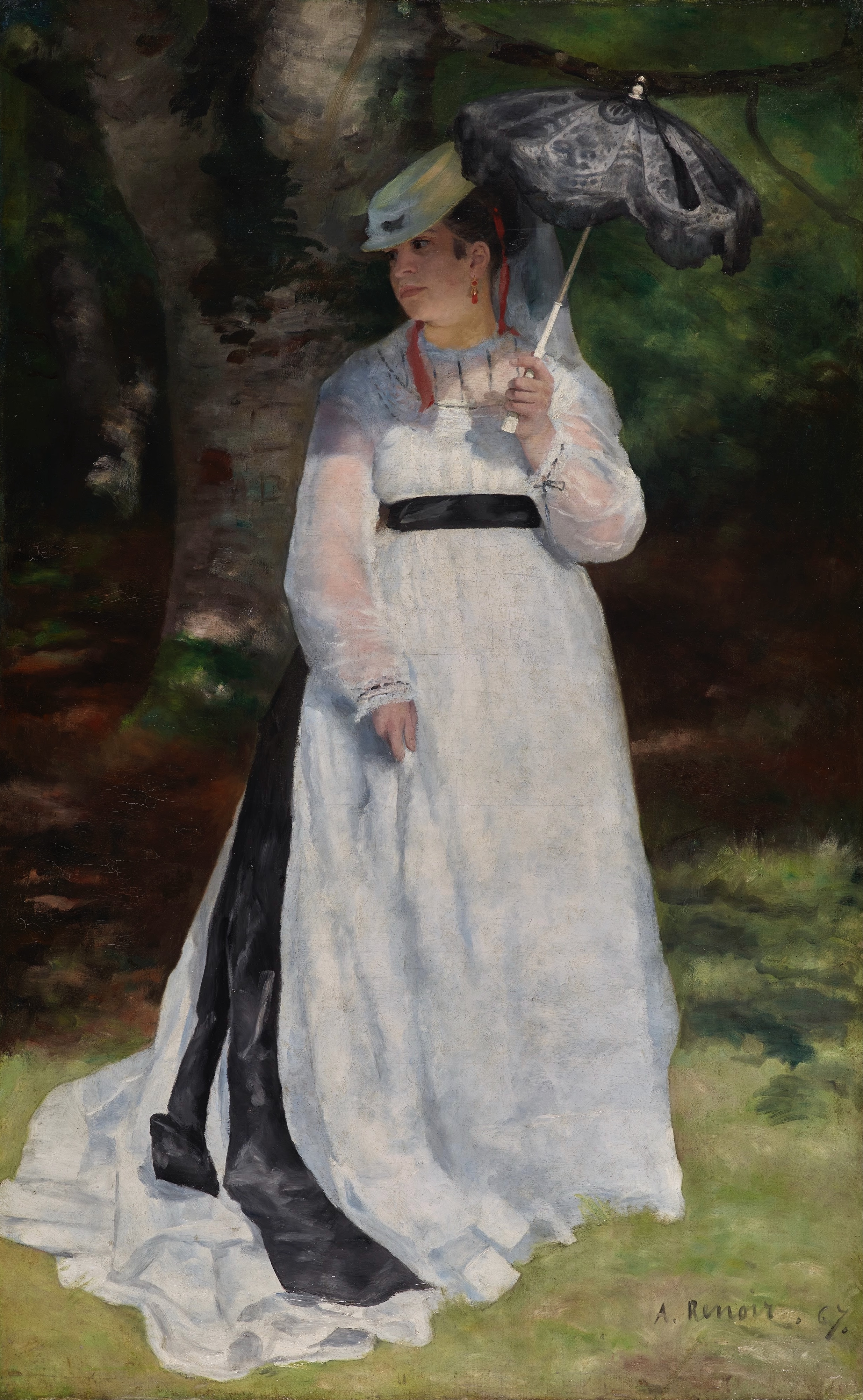
Pierre-Auguste Renoir: Lise z parasolką
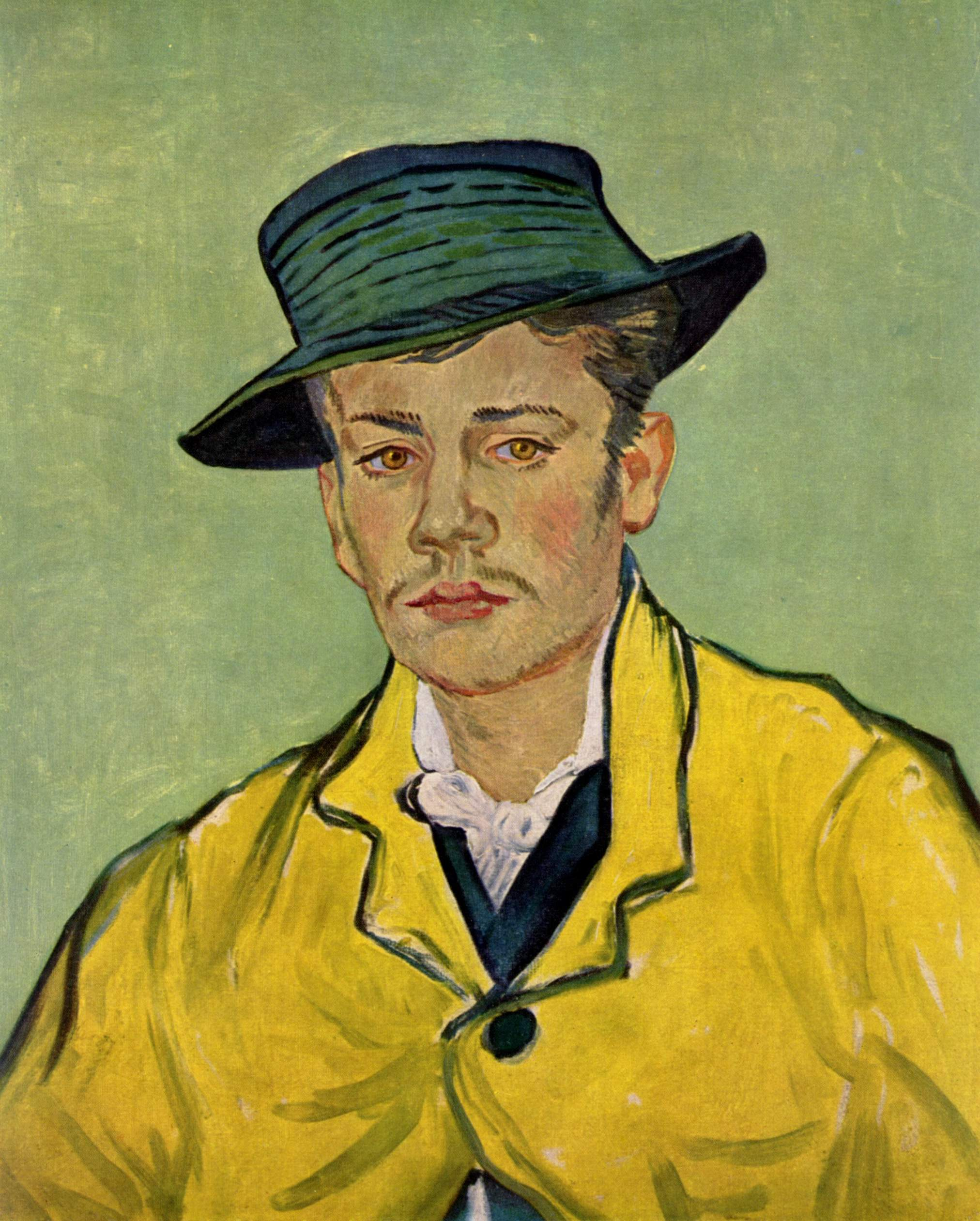
Vincent van Gogh: Portret Armanda Roulin
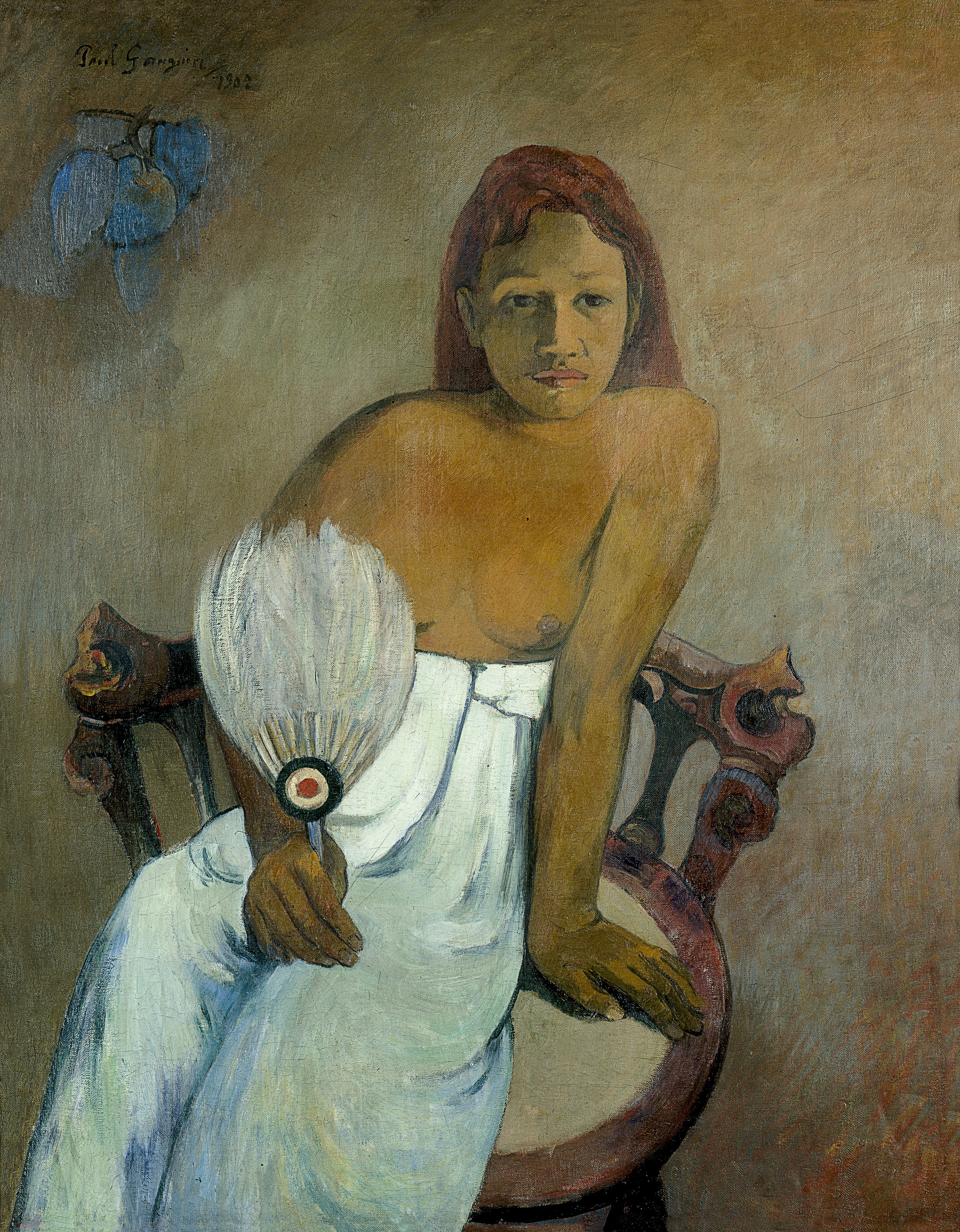
Paul Gauguin: Dziewczyna z wachlarzem
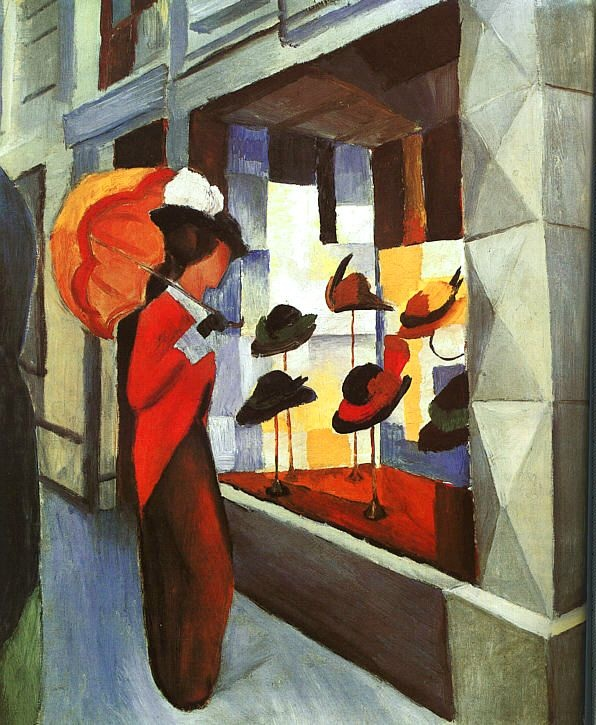
August Macke: Sklep z kapeluszami
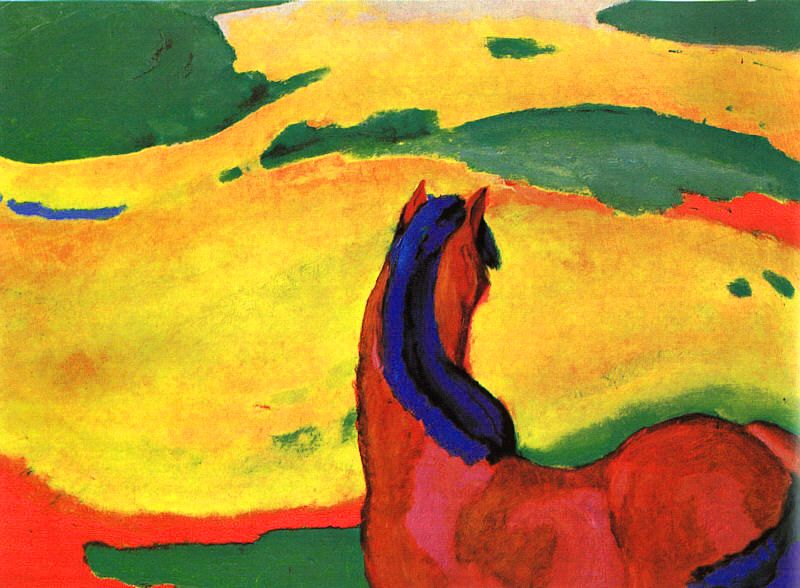
Franz Marc: Koń na tle krajobrazu
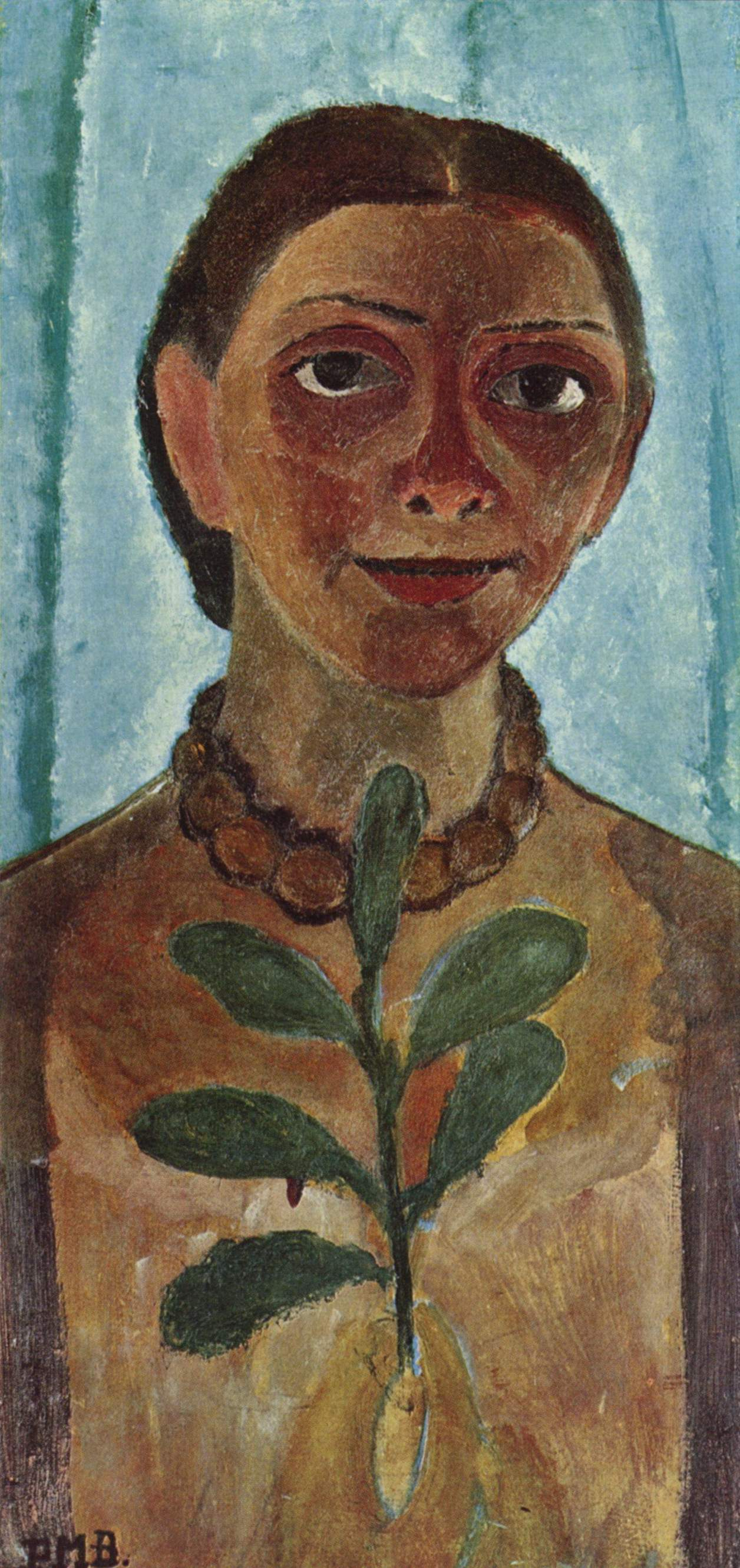
Paula Modersohn-Becker: Malarka z gałązką kamelii